# Carlos Castilla

Carlos Federico Castilla Miguel (n. General San Martín, Argentina; 26 de diciembre de 1979) es un futbolista argentino. Juega como delantero y su equipo actual es Textil Mandiyú del Torneo Argentino B.

## Clubes
| Club                           | País      | Año       |
| ------------------------------ | --------- | --------- |
| Gimnasia y Tiro de Salta       | Argentina | 1996-1998 |
| Independiente                  | Argentina | 1998-1999 |
| San Lorenzo de Almagro         | Argentina | 1999-2009 |
| Deportes Concepción            | Chile     | 2001      |
| San Lorenzo de Almagro         | Argentina | 2001      |
| Huachipato                     | Chile     | 2002      |
| Instituto de Córdoba           | Argentina | 2002-2003 |
| Gimnasia y Esgrima de Jujuy    | Argentina | 2003-2004 |
| San Martín de San Juan         | Argentina | 2004-2005 |
| Juventud Antoniana             | Argentina | 2005-2006 |
| San Martín de Tucumán          | Argentina | 2006      |
| Ferro Carril Oeste             | Argentina | 2007      |
| Universitario de Sucre         | Bolivia   | 2008      |
| Blooming                       | Bolivia   | 2009      |
| Manta                          | Ecuador   | 2009      |
| Deportes Antofagasta           | Chile     | 2010      |
| Atlético Audaz                 | Ecuador   | 2011      |
| Universitario de Sucre         | Bolivia   | 2011-2012 |
| Textil Mandiyú                 | Argentina | 2012      |
| Gimnasia y Esgrima (C. del U.) | Argentina | 2013      |